# 프리델의 법칙
프리델의 법칙(Friedel's law)은 쌍정은 결정 내에서 모상과 구조는 같지만 거울면처럼 대칭으로 원자배열의 방위만 다른 결정변화 현상이다. 쌍정에는 결정 내에서 외력을 받아서 생기는 기계적 쌍정이나 소성변형된 재료를 가열하면서 나타나는 어닐링 쌍정 현상에 대해 설명한 법칙이다. 특히 슬립계가 적어 소성변형이 어려운 HCP 금속에서 쌍정은 소성변형을 일으킬 수 있는 중요한 원자이동 현상이다. 소성변형을 일으킬 때, 슬립변형에서는 슬립면 상하의 결정방위가 변형 전후에 같기 때문에 원자간 거리의 여러 배수의 거리만큼 비교적 넓은 간격으로 떨어져 일어나게 되지만, 쌍정변형에서는 원자의 이동거리가 훨씬 작아 쌍정면의 모든 원자면이 변형에 참여하기 때문이다. 이렇게 나타나는 결정의 대칭성 현상에 대해 프리델(Georges Friedel)은 아래에 인용한 식으로 설명하였고 이렇게 쌍정이 나타나는 규칙을 프리델의 법칙이라고 명명했다.1) 2)

## 연구
이런 쌍정이 나타나는 이유에 대해 프리델은 결정 내부에서 변태(Transformation)를 일으켰기 때문이라고 설명하였다. 실제 철강이나 비철합금의 마르텐사이트 내의 변화를 TEM으로 관찰한 연구 보고들에서는 마르텐사이트 내에서 쌍정조직을 발견했다고 보고하고 있다.3)~7)
- http://www.crystallography.fr/mathcryst/twins.htm
- http://www.minsocam.org/msa/collectors_corner/arc/twinorig.htm
- http://www.aem.umn.edu/~shield/hane/micro.twin.html
- http://www.lassp.cornell.edu/sethna/Tweed/What_Are_Martensites.html
- https://web.archive.org/web/20160729005154/http://cml.postech.ac.kr/a/lectures45.pdf
- Zenji Nishiyama, Martensitic Transformation, 1978, Academic Press, pp. 16, 36, 40, 68, 171, 278
- Hemantha K. Yeddu, Martensitic Transformations in Steels– A 3D Phase, Doctorial Thesis, SE-100 44 Stockholm, Sweden.